# Marcillat-en-Combraille
Marcillat-en-Combraille är en kommun i departementet Allier i regionen Auvergne-Rhône-Alpes i de centrala delarna av Frankrike. Kommunen ligger  i kantonen Marcillat-en-Combraille som ligger i arrondissementet Montluçon. År 2022 hade Marcillat-en-Combraille 907 invånare.

## Befolkningsutveckling
Antalet invånare i kommunen Marcillat-en-Combraille
Referens: INSEE